# Корецкий, Василий Игнатьевич
Василий Игнатьевич Корецкий (23 декабря 1909 года (7 января 1910 года), село Пески, Кременчугский уезд, Полтавская губерния — 23 августа 1986 года, Днепропетровск) — советский военный деятель, генерал-майор танковых войск (3 августа 1953).

## Начальная биография
Родился 23 декабря 1909 года (7 января 1910 года) в селе Пески ныне Козельщинского района Полтавской области.

## Военная служба

### Довоенное время
В мае 1932 года по специальному набору призван в РККА и направлен в 72-й стрелковый полк (25-я стрелковая дивизия, Украинский военный округ), где после окончания полковой школы служил старшиной роты при ней же.
В октябре 1933 года направлен на учёбу в Московскую Объединённую военную школу имени ВЦИК, после окончания которой в 1936 году назначен на должность командира взвода в составе 10-й танковой бригады (Белорусский военный округ), а в феврале 1937 года переведён в 36-ю лёгкую танковую бригаду, где служил на должностях командира взвода, помощника начальника 4-й части штаба бригады и начальника штаба батальона. В декабре 1939 года был направлен на учёбу на Ленинградские бронетанковые курсы усовершенствования командного состава, после окончания которых в июле 1940 года вернулся в бригаду и назначен на должность начальника 4-й части штаба бригады.
В марте 1941 года назначен на должность начальника строевого отдела штаба 22-го механизированного корпуса (Киевский военный округ).

### Великая Отечественная война
С началом войны находился на прежней должности. В составе 5-й армии (Юго-Западный фронт) корпус принимал участие в ходе приграничного сражения, в танковом сражении под Дубно, Луцком и Ровно против 1-й танковой группы и 6-й армии противника, а также в Киевской оборонительной операции.
С декабря 1941 года служил на должностях старшего адъютанта, командира танкового батальона и начальника штаба 23-й танковой бригады.
В июне 1943 года назначен на должность старшего помощника начальника, в сентябре того же года — на должность заместителя начальника оперативного отдела штаба 4-й танковой армии, а в мае 1944 года — на должность начальника штаба 6-го гвардейского механизированного корпуса в составе этой же армии. После гибели командира корпуса полковника В. Ф. Орлова с марта 1945 года полковник Корецкий временно исполнял должность командира корпуса.

 Корецкий командовал корпусом при проведении трех частных операций, по овладению Нойштадт, Нейсе, Ратибор. В проведенных боях показал хорошие организаторские способности и боевые качества. Храбр. Умеет организовать бой корпуса в сложных условиях.— Из боевой характеристики Корецкого В. И.
Находясь на должности, участвовал в ходе планирования, а также руководстве боевыми действиями корпусом во время Верхне-Силезской и Берлинской наступательных операций; в ходе последней корпус одним из первых соединился с войсками 1-го Белорусского фронта, тем самым завершив окружение берлинской группировки противника. За отличия в этих операциях корпус награждён орденами Ленина и Суворова 2 степени.

### Послевоенная карьера
В мае 1945 года назначен на должность начальника штаба 6-й гвардейской механизированной дивизии, находившейся в составе Центральной группы войск и Группы советских войск в Германии, в марте 1947 года — на должность заместителя командира 10-й гвардейской отдельной кадровой танковой бригадой (4-я гвардейская механизированная дивизия), а в ноябре того же года — на должность командира 7-го гвардейского кадрового механизированного полка.
В марте 1949 года направлен на учёбу на Высшие академические курсы при Высшей военной академии имени К. Е. Ворошилова, после окончания которых в январе 1951 года назначен на должность командира 12-й механизированной дивизии, в ноябре 1953 года — на должность помощника командующего 5-й гвардейской механизированной армии по танкам — начальника бронетанковых и механизированных войск, а в сентябре 1954 года — на должность начальника отдела боевой подготовки штаба этой же армии.
С мая 1955 года состоял в распоряжении 10-го управления Генштаба и вскоре назначен на должность военного советника командующего бронетанковых и механизированных войск военного округа Чехословацкой народной армии, а в марте 1957 года — на должность начальника штаба 6-й гвардейской механизированной армии, в августе преобразованной в 6-ю гвардейскую танковую армию.
В декабре 1965 года вышел в запас. Умер 23 августа 1986 года в Днепропетровске.

## Награды
- Орден Ленина;
- Два ордена Красного Знамени;
- Орден Суворова 2 степени;
- Орден Кутузова 2 степени;
- Орден Александра Невского;
- Два ордена Отечественной войны 1 степени;
- Два Орден Красной Звезды;
- Медаль «За оборону Москвы» (1944);
- Медаль «За боевые заслуги» (за выслугу лет);
- Медаль «В ознаменование 100-летия со дня рождения Владимира Ильича Ленина»;
- Медаль «За победу над Германией в Великой Отечественной войне 1941—1945 гг.»[3];
- Юбилейная медаль «Двадцать лет Победы в Великой Отечественной войне 1941—1945 гг.»[4];
- Юбилейная медаль «Тридцать лет Победы в Великой Отечественной войне 1941—1945 гг.»[5];
- Медаль «Сорок лет Победы в Великой Отечественной войне 1941—1945 гг.»[6];
- Медаль «Ветеран Вооружённых Сил СССР»;
- Медаль «30 лет Советской Армии и Флота»[7];
- Юбилейная медаль «40 лет Вооружённых Сил СССР»[8];
- Юбилейная медаль «50 лет Вооружённых Сил СССР»[9];
- Юбилейная медаль «60 лет Вооружённых Сил СССР»[10];
- Медаль «За безупречную службу» 1 степени;
- Знак «25 лет победы в Великой Отечественной войне»[11].